# Thomisus dentiger
Thomisus dentiger es una especie de araña cangrejo del género Thomisus, familia Thomisidae. Fue descrita científicamente por Thorell en 1887.

## Distribución
Esta especie se encuentra en Birmania.